# Armée de terre (Serbie)
Pour les articles homonymes, voir Armée de terre.
L'Armée de terre serbe (serbe : Копнена Војска ou Kopnena Vojska) est l'unité militaire serbe la plus importante qui existe. Ses moyens sont bien plus importants que ceux des autres unités militaires de Serbie du fait de ses 41 000 hommes et de ses 400 000 réservistes.

## Historique
Créée en 1867, elle est alors composée de la première Armée serbe et la deuxième Armée serbe ; elle combat pour la libération de la Serbie de l'emprise ottomane, puis lors de la Première Guerre mondiale au côté des Alliés. Elle est supprimée en 1918 lorsque la Serbie est intégrée à la Yougoslavie. Elle renaît en 2006.
Aujourd'hui les forces armées serbes se concentrent sur la défense territoriale, la sécurité intérieure et un soutien limité aux missions de maintien de la paix. Selon la stratégie de sécurité nationale de 2019, les principales menaces comprennent le séparatisme, l'extrémisme ethnique et religieux, le changement climatique et d'autres reconnaissance internationale du Kosovo. Les forces armées se modernisent pour faire face aux déficits capacitaires à long terme et au pénuries de personnels. Les priorités comprennent des achats ; amélioration de la disponibilité ainsi que renforcer la défense des systèmes anti-aérien. La Serbie a accepté d'approfondir sa coopération avec l'OTAN par le biais d'un plan d'action de partenariat individuel. Belgrade souhaite adhérer à l'UE mais pas à l'OTAN. La Serbie entretient également des relations étroites avec la Russie, dont elle a reçu des transferts de matériel militaire ces dernières années. Les forces armées ont réduit leurs effectifs au cours de la dernière décennie, bien que les objectifs annuels de recrutement ne soient pas atteints. Les forces armées manquent également de techniciens qualifiés pour exploiter et entretenir systèmes avancés. Cependant, un certain nombre de nouveaux équipements étaient exposés dans son "Lightning Exercice Strike 2021", y compris des versions nouvelles ou améliorées de divers véhicules blindés. La Serbie s'entraîne principalement avec ses voisins Balkans, la Russie et les pays de l'OTAN. L'industrie de la défense Serbe se concentre sur les systèmes de missiles et d'artillerie, ainsi que sur les armes légères et les munitions.

## Organisation
Le commandement et l'état-major de l'Armée sont basés à Niš et non à Belgrade qui n'abrite que les états-majors des unités d'élite serbes.
L'Armée de terre serbe est composée de 7 brigades autres que celle de l'état-major à savoir[Quand ?] :
* 1re brigade de l'Armée de terre basée à Novi Sad
- - 10e bataillon de commandement
  - 11e bataillon d'infanterie
  - 12e bataillon de mortiers autoportés
  - 13e bataillon de missiles autoportés
  - 14e bataillon antiaérien
  - 15e bataillon de chars
  - 16e bataillon mécanisé
  - 17e bataillon mécanisé
  - 18e bataillon du génie
  - 19e bataillon de logistique

* 2e brigade de l'Armée de terre basée à Kraljevo
- - 20e bataillon de commandement
  - 21e bataillon d'infanterie
  - 22e bataillon d'infanterie
  - 23e bataillon de mortiers autoportés
  - 24e bataillon de missiles autoportés
  - 25e bataillon antiaérien
  - 26e bataillon de chars
  - 27e bataillon mécanisé
  - 28e bataillon mécanisé
  - 29e bataillon de logistique
  - 210e bataillon du génie

* 3e brigade de l'Armée de terre basée à Niš
- - 30e bataillon de commandement
  - 31e bataillon d'infanterie
  - 32e bataillon d'infanterie
  - 33e bataillon de mortiers autoportés
  - 34e bataillon de missiles autoportés
  - 35e bataillon antiaérien
  - 36e bataillon de chars
  - 37e bataillon mécanisé
  - 38e bataillon mécanisé
  - 39e bataillon de logistique
  - 310e bataillon du génie

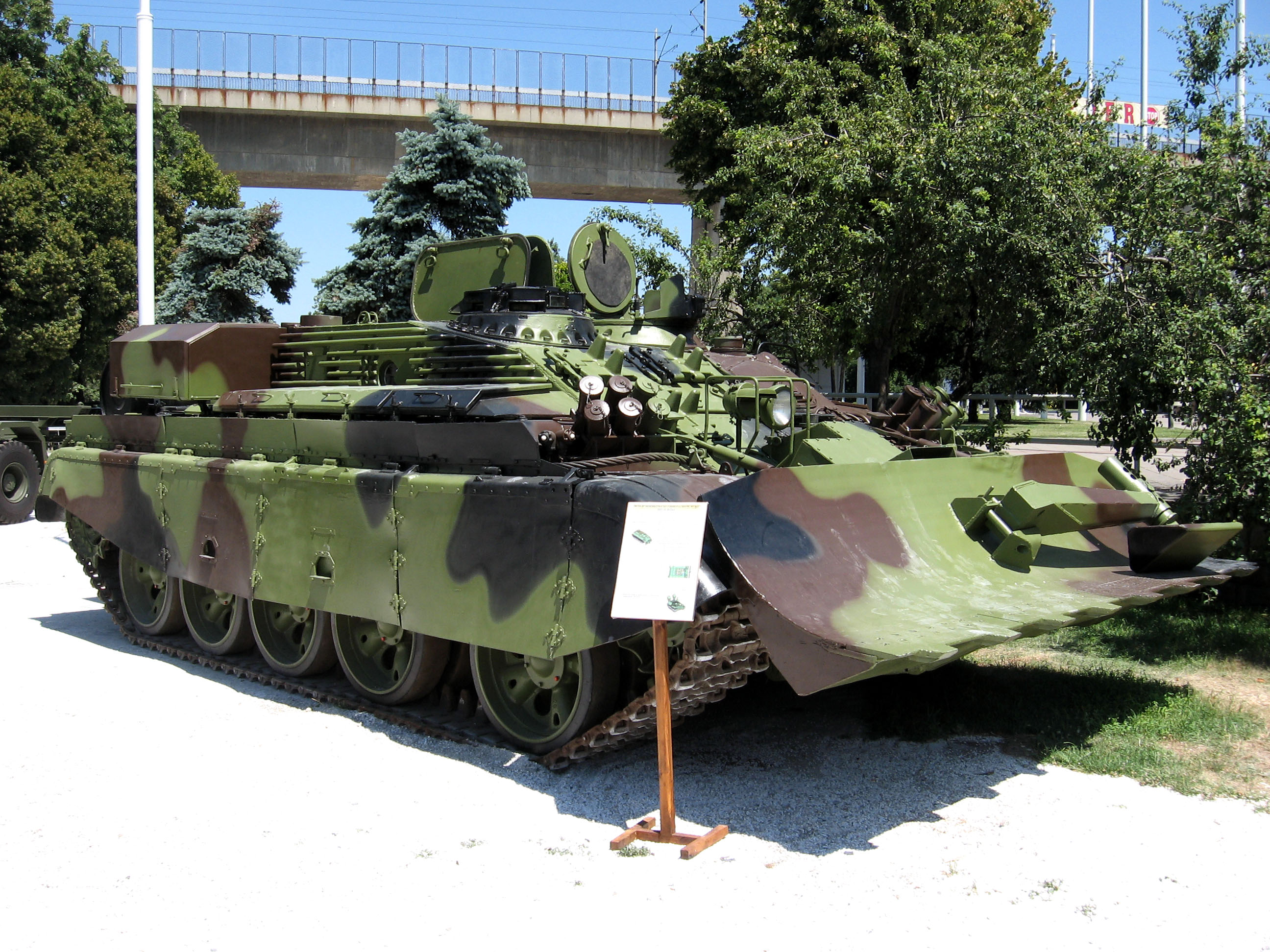
Un VIU-55 Munja, char du génie de l'Armée de terre serbe.

* 4e brigade de l'Armée de terre basée à Vranje
- - 40e bataillon de commandement
  - 41e bataillon d'infanterie
  - 42e bataillon d'infanterie
  - 43e bataillon de mortiers autoportés
  - 44e bataillon de missiles autoportés
  - 45e bataillon de missiles antiaériens
  - 46e bataillon de chars
  - 47e bataillon mécanisé
  - 48e bataillon mécanisé
  - 49e bataillon de logistique
  - 410e bataillon du génie

* Brigade spéciale d'artillerie basée à Niš
- - bataillon de commandement
  - bataillon combiné d’artillerie et de missiles
  - 1er bataillon de mortiers autoportés
  - 2e bataillon de mortiers autoportés
  - 3e bataillon de mortiers autoportés
  - bataillon de logistique

* Brigade fluviale de l'Armée de terre basée à Novi Sad
- - compagnie de commandement
  - compagnie de logistique
  - 1er escadron fluvial
  - 2e escadron fluvial
  - 1er bataillon de pontonniers
  - 2e bataillon de pontonniers
  - 93e centre fluvial

* Brigade d'intervention spécialisée basée à Pančevo
- - bataillon de commandement
  -  Police militaire / bataillon anti-terroriste
  -  63e bataillon parachutiste
  -  72e bataillon commando de reconnaissance
  - compagnie de logistique

## Équipements
Équipements de l'armée de terre Serbe en 2023 :

### Véhicules de combat
| Type                                    | Modèle                  | Quantité  | Origine                   | Remarques |
| --------------------------------------- | ----------------------- | --------- | ------------------------- | --- |
| Char de combat                          | M-84 ; M-84AS ; M-84AS1 | 212+(20)  | Yougoslavie / Serbie      | Les chars sont en cours de modernisation. Le premier lot de 26 chars arrivera en septembre 2024.                                  |
| Char de combat                          | T-72MS                  | 30        | Union soviétique / Russie | Don de Russie, livré en 2020. |
| Véhicule de combat d'infanterie         | M-80 ; M-80AB1          | 323+(220) | Yougoslavie / Serbie      | En cours de modernisation, la première série de 26 véhicules sera livrée en septembre 2024. 220 autres véhicules sont en réserve. |
| Véhicule de combat d'infanterie         | Lazar 3 IFV             | 12        | Serbie                    | 12 véhicules en service, 39 véhicules supplémentaires commandés.                                                                  |
| Véhicule de reconnaissance              | BRDM-2 ; BRDM-2M        | 46+30     | Union soviétique          | 76 véhicules en service BRDM-2M ont été offerts par la Russie en 2020.                                                            |
| Véhicule blindé de transport de troupes | Lazar 3 APC             | 30        | Serbie                    | 30 véhicules en service, 61 véhicules supplémentaires commandés                                                                   |
| Véhicule blindé de transport de troupes | BTR-50                  | 12+(28)   | Union soviétique          | 12 véhicules sont activement utilisés et 28 autres sont en réserve.                                                               |
| Véhicule blindé de transport de troupes | MT-LB                   | 32        | Union soviétique          | Les 32 véhicules ont été modernisés. Ils servent de postes de commandement.                                                       |
| Véhicule blindé de transport de troupes | BOV-VP-M                | 52+(12)   | Serbie                    | Il y a 52 véhicules en service actif. Ils seront remplacés par le M-16 Miloš.                                                     |
| Véhicule blindé polyvalent              | BOV M16 Milos           | 42        | Serbie                    | 112 autres véhicules ont été commandés.                                                                                           |
| Véhicule anti chars                     | BOV-1 - 9K11 Malioutka  | 48+(48)   | Serbie                    | BOV-1 avec Malioutka 9M14 |
| Drone d'attaque et de reconnaissance    | CH-92A                  | 6         | Chine                     | Acquis en Chine en 2019. |

### Artillerie
| Type                     | Modèle        | Quantité | Origine              | Remarques |
| ------------------------ | ------------- | -------- | -------------------- | --- |
| Canon automoteur         | 2S1 Gvozdika  | 72+(9)   | Union soviétique     | 72 obusiers sont utilisés. 18 obusiers ont été modernisés au niveau 2S1S. Il a été annoncé que 18 autres obusiers seraient modernisés. |
| Canon automoteur         | Nora B-52     | 18       | Serbie               | 18 autres obusiers ont été commandés.                                                                                                  |
| Canon tracté             | D-30          | (78)     | Union soviétique     | Les 78 outils sont conservés. |
| Canon tracté             | M-46          | 36       | Union soviétique     | 36 outils sont utilisés. Tous sont modernisés et portent la désignation M-46/55.                                                       |
| Canon tracté             | NORA-A        | 36+(18)  | Serbie               | 36 outils sont actifs, tandis que les 18 autres sont conservés.                                                                        |
| Lance roquettes multiple | M-94 Plamen-S | 18+(24)  | Yougoslavie / Serbie | En service 18 lanceurs d'une portée de 12 800 m En projet de remplacement par le M-17 Oganj-M                                          |
| Lance roquettes multiple | M-77 Oganj    | 60       | Serbie               | Les 60 lanceurs sont en service. 18 autres lanceurs sont en cours de modernisation.                                                    |
| Lance roquettes multiple | M-87 Orkan    | 4        | Serbie               | Dans le projet de le remplacer par le système de missiles Tamnava.                                                                     |
| Mortier                  | M69 (en)      | 106      | Yougoslavie          | 82 mm |
| Mortier                  | M74 (en)      | 57       | Yougoslavie          | 120 mm |

### Défense anti-aérienne
| Type                        | Modèle      | Quantité                  | Origine          | Remarques                                       |
| --------------------------- | ----------- | ------------------------- | ---------------- | ----------------------------------------------- |
| SAM courte portée           | 2K12 Koub   | 3 divisions+(3 divisions) | Union soviétique | Au service de 3 divisions.                      |
| SAM très courte portée      | Strela-1M   | 18+(36)                   | Union soviétique | 18 lanceurs sont en service actif.              |
| SAM très courte portée      | Strela-10M  | 6                         | Union soviétique | Les 6 lanceurs sont utilisés.                   |
| Canon antiaérien automoteur | Pasars-16   | 36                        | Serbie           | Livraison de 6 outils supplémentaires annoncée. |
| Canon antiaérien tracté     | Bofors L/70 | 36                        | Suède            | Tous les 36 seront intégrés dans Pasars-16      |